# Étienne Giraud (homme politique)
Pour les articles homonymes, voir Étienne Giraud (homonymie) et Giraud.
Étienne Giraud est un homme politique français né le 9 janvier 1752 à La Châtaigneraie (Vendée) et décédé à une date inconnue.
Procureur à La Châtaigneraie, il est juge au tribunal de district de Fontenay-le-Comte en 1790 et député de la Vendée de 1791 à 1792.

## Source
- « Étienne Giraud (homme politique) », dans Adolphe Robert et Gaston Cougny, Dictionnaire des parlementaires français, Edgar Bourloton, 1889-1891 [détail de l’édition]